# Vòng loại Cúp bóng đá nữ châu Á 2010
Vòng loại Cúp bóng đá nữ châu Á 2010 được tổ chức từ tháng 4 tới tháng 7 năm 2009 nhằm xác định các đội tuyển dự vòng chung kết.

## Vòng một
Vòng một diễn ra tại Malaysia. Bangladesh bỏ cuộc trước vòng một.
| Đội        | Tr | T | H | B | BT | BB | HS  | Đ  |
| ---------- | -- | - | - | - | -- | -- | --- | -- |
| Jordan     | 4  | 3 | 1 | 0 | 23 | 3  | +20 | 10 |
| Uzbekistan | 4  | 3 | 1 | 0 | 14 | 2  | +12 | 10 |
| Kyrgyzstan | 4  | 2 | 0 | 2 | 7  | 10 | −3  | 6  |
| Palestine  | 4  | 1 | 0 | 3 | 5  | 14 | −9  | 3  |
| Maldives   | 4  | 0 | 0 | 4 | 0  | 20 | −20 | 0  |

| Kyrgyzstan      | 1 – 7    | Jordan                                                                                  |
| --------------- | -------- | --------------------------------------------------------------------------------------- |
| Pokachalova 75' | Chi tiết | Al-Azab 1' · Al-Naber 11', 38' · Taalaibek 14' (l.n.) · Jbarah 18', 36' · Jebreen 90+2' |

| Palestine                                   | 4 – 0    | Maldives |
| ------------------------------------------- | -------- | -------- |
| Sohgian 40' · Hussein 45', 53' · Jorban 60' | Chi tiết |          |

| Maldives | 0 – 5    | Uzbekistan                                                      |
| -------- | -------- | --------------------------------------------------------------- |
|          | Chi tiết | Sarikova 7' · Usmanova 14' · Abdurasulova 28' (ph.đ.), 31', 75' |

| Palestine   | 1 – 4    | Kyrgyzstan                                |
| ----------- | -------- | ----------------------------------------- |
| Shaheen 90' | Chi tiết | Litvinenko 7', 53', 81' · Pokachalova 55' |

| Uzbekistan                                             | 5 – 0    | Palestine |
| ------------------------------------------------------ | -------- | --------- |
| Abdurasulova 10', 14', 85' · Sarikova 42' · Senina 74' | Chi tiết |           |

| Jordan                                                                          | 9 – 0    | Maldives |
| ------------------------------------------------------------------------------- | -------- | -------- |
| Al-Nahar 9', 26', 67' · Jbarah 15', 27' · Al-Naber 52', 60', 71' (ph.đ.), 90+2' | Chi tiết |          |

| Jordan                                           | 5 – 0    | Palestine |
| ------------------------------------------------ | -------- | --------- |
| Al-Naber 24', 50' · Jbarah 35', 42' · Al-Âzb 44' | Chi tiết |           |

| Kyrgyzstan | 0 – 2    | Uzbekistan                       |
| ---------- | -------- | -------------------------------- |
|            | Chi tiết | Umanova 75' · Abdurasulova 90+2' |

| Maldives | 0 – 2    | Kyrgyzstan            |
| -------- | -------- | --------------------- |
|          | Chi tiết | Pokachalova 8', 90+1' |

| Uzbekistan                  | 2 – 2    | Jordan                            |
| --------------------------- | -------- | --------------------------------- |
| Turapova 24' · Sarikova 56' | Chi tiết | Al-Naber 31' (ph.đ.) · Jbarah 74' |

## Vòng hai

### Bảng A
Diễn ra tại Tân Doanh, Trung Hoa Đài Bắc.
| Đội               | Tr | T | H | B | BT | BB | HS | Đ |
| ----------------- | -- | - | - | - | -- | -- | -- | - |
| Myanmar           | 2  | 2 | 0 | 0 | 8  | 2  | +6 | 6 |
| Jordan            | 2  | 1 | 0 | 1 | 1  | 3  | −2 | 3 |
| Đài Bắc Trung Hoa | 2  | 0 | 0 | 2 | 2  | 6  | −4 | 0 |

| Jordan      | 1 – 0    | Đài Bắc Trung Hoa |
| ----------- | -------- | ----------------- |
| Jebreen 74' | Chi tiết |                   |

| Myanmar                                                        | 3 – 0    | Jordan |
| -------------------------------------------------------------- | -------- | ------ |
| Khin Marlar Tun 18' · Than Than Htwe 33' · Myint Myint Aye 57' | Chi tiết |        |

| Đài Bắc Trung Hoa                    | 2 – 5    | Myanmar                                                                   |
| ------------------------------------ | -------- | ------------------------------------------------------------------------- |
| Tsai Hsin-Yun 21' · Lin Man-Ting 68' | Chi tiết | Aye Nandar Hlaing 10' · My Nilar Htwe 34', 50', 76' · Khin Marlar Tun 48' |

### Bảng B
Diễn ra tại Băng Cốc, Thái Lan.
| Đội        | Tr | T | H | B | BT | BB | HS  | Đ |
| ---------- | -- | - | - | - | -- | -- | --- | - |
| Thái Lan   | 2  | 2 | 0 | 0 | 14 | 2  | +12 | 6 |
| Uzbekistan | 2  | 1 | 0 | 1 | 5  | 7  | −2  | 3 |
| Iran       | 2  | 0 | 0 | 2 | 2  | 12 | −10 | 0 |

| Uzbekistan       | 1 – 6    | Thái Lan                                                  |
| ---------------- | -------- | --------------------------------------------------------- |
| Abdurasulova 15' | Chi tiết | Maijarern 9', 77' · Romyen 57', 64' · Seesraum 89', 90+1' |

| Iran       | 1 – 4    | Uzbekistan                                       |
| ---------- | -------- | ------------------------------------------------ |
| Karimi 51' | Chi tiết | Abdurasulova 8' · Juraeva 70' · Usmanova 76' 78' |

| Thái Lan                                                                                 | 8 – 1    | Iran         |
| ---------------------------------------------------------------------------------------- | -------- | ------------ |
| Chawong 14' · Romyen 21', 49', 63' · Maijarern 37', 42' · Seesraum 70' · Peangthem 90+2' | Chi tiết | Karimi 45+1' |

### Bảng C
Diễn ra tại Thành phố Hồ Chí Minh, Việt Nam.
| Đội        | Tr | T | H | B | BT | BB | HS  | Đ |
| ---------- | -- | - | - | - | -- | -- | --- | - |
| Việt Nam   | 2  | 2 | 0 | 0 | 17 | 1  | +16 | 6 |
| Hồng Kông  | 2  | 1 | 0 | 1 | 2  | 7  | −5  | 3 |
| Kyrgyzstan | 2  | 0 | 0 | 2 | 1  | 12 | −11 | 0 |

| Kyrgyzstan              | 1 – 10   | Việt Nam |
| ----------------------- | -------- | --- |
| Pokachalova 78' (ph.đ.) | Chi tiết | Kim Chi 10' · Ngọc Châm 21', 24', 57', 62', 72', 87' · Nguyễn Thị Nga 28' · Minh Nguyệt 59' · Lê Thị Oanh 83' |

| Hồng Kông                             | 2 – 0    | Kyrgyzstan |
| ------------------------------------- | -------- | ---------- |
| Phùng Kim Muội 48' · Ngô Vĩnh Cầm 50' | Chi tiết |            |

| Việt Nam                                                                                            | 7 – 0    | Hồng Kông |
| --------------------------------------------------------------------------------------------------- | -------- | --------- |
| Văn Thị Thanh 9', 23' · Đỗ Thị Ngọc Châm 11', 39', 70' · Đoàn Thị Kim Chi 56' · Nguyễn Thị Muôn 80' | Chi tiết |           |